# Рыскино (Мордовия)
Рыскино — село в Ковылкинском районе Мордовии на реке Шадымка, в составе Казенно-Майданского сельского поселения.

## История
В селе Рыскино владел имением Николай Николаевич Леонтьев (1772—1830) — инженер, генерал-майор, камергер двора.

## География
Высота над уровнем моря — 180 м.

## Население
| 2002 | 2010 |
| ---- | ---- |
| 99   | ↘76  |